# 남남북녀 (1967년 영화)
"남남북녀"는 1967년 공개된 대한민국의 영화이다.

## 배역
- 신성일
- 고은아
- 황정순
- 한은진
- 김희갑
- 방수일
- 이낙훈
- 이수련
- 박지현
- 한유정
- 문미봉